# Contea di Johnson (Kentucky)
La contea di Johnson in inglese Johnson County è una contea dello Stato del Kentucky, negli Stati Uniti. La popolazione al censimento del 2000 era di 23 445 abitanti. Il capoluogo di contea è Paintsville.